# Aeropuerto de San Cristóbal
El Aeropuerto de San Cristóbal es un aeropuerto ubicado al oeste de Puerto Baquerizo Moreno, San Cristóbal; en el archipiélago de las islas Galápagos en Ecuador.

## Destinos nacionales
| Destinos          | Aeropuertos                                     | Frecuencias semanales | Aerolíneas      |
| ----------------- | ----------------------------------------------- | --------------------- | --------------- |
| Guayaquil, Guayas | Aeropuerto Internacional José Joaquín de Olmedo | 10                    | Avianca Ecuador |
| Guayaquil, Guayas | Aeropuerto Internacional José Joaquín de Olmedo | 8                     | LATAM Ecuador   |
| Quito, Pichincha  | Aeropuerto Internacional Mariscal Sucre         | 10 (vía GYE)          | Avianca Ecuador |
| Quito, Pichincha  | Aeropuerto Internacional Mariscal Sucre         | 8 (vía GYE)           | LATAM Ecuador   |

### Destinos chárter
| Destinos           | Aeropuertos                  | Aerolíneas                       |
| ------------------ | ---------------------------- | -------------------------------- |
| Baltra, Galápagos  | Aeropuerto Seymour           | Emetebe Taxi Aéreo Fly Galápagos |
| Isabela, Galápagos | Aeródromo Luis Estrada Ycaza | Emetebe Taxi Aéreo Fly Galápagos |

## Estadísticas
|            | Pasajeros |
| Nacionales |           |
| ---------- | --------- |
| 2016       | 71.823    |
| 2017       | 79.190    |
| 2018       | 91.980    |
| 2019       | 104.703   |
| 2020       | 32.289    |
| 2021       | 106.317   |
| 2022       | 197.246   |
| 2023       | 256.561   |

| # | Ciudad y provincia | Pasajeros | Dif. 2022 | Aerolíneas                             |
| - | ------------------ | --------- | --------- | -------------------------------------- |
| 1 | Guayaquil, Guayas  | 62.730    | 24,2%     | Avianca Ecuador, LATAM Ecuador, Equair |
| 2 | Quito, Pichincha   | 61.650    | 43,1%     | Avianca Ecuador, LATAM Ecuador, Equair |